# Dean Paul Martin

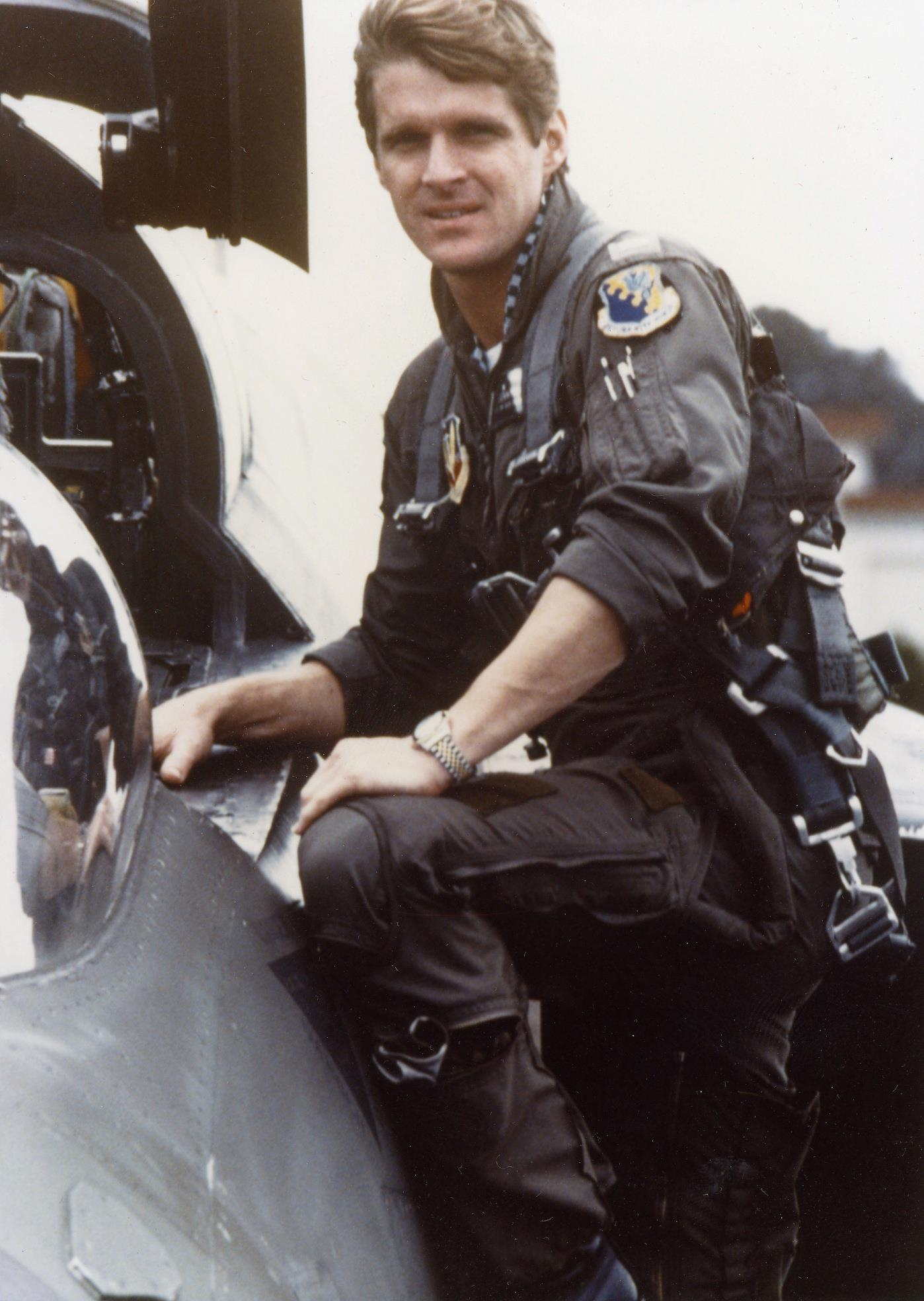
Dean Paul Martin (Mitte der 1980er-Jahre)

Dean Paul Martin Jr. (* 17. November 1951 als Dino Paul Crocetti Jr. in Santa Monica, Kalifornien; † 21. März 1987 am San Gorgonio Mountain, Kalifornien) war ein US-amerikanischer Tennisspieler und Schauspieler. Martin war Mitglied der Air National Guard und starb bei einem Absturz während eines militärischen Trainingsflugs.

## Leben
Der Sohn von Dean Martin und dessen zweiter Ehefrau Jeanne Biegger spielte im Alter von elf Jahren Tennis-Turniere, wobei er von Pancho Segura trainiert wurde. Später gründete er mit seinen Freunden Desi Arnaz jr. und Billy Hinsche unter dem Namen Dino, Desi & Billy eine Popformation, die 1965 mit I’m a Fool ihren größten Hit feiern konnte. 
Während seines Studiums an der Universität von Los Angeles nahm er seine Tenniskarriere wieder auf und spielte u. a. an der Seite von Jimmy Connors bei den NCAA Championships.
Nach zwei Semestern brach er sein Studium ab, versuchte sich als Halbprofi beim American Football, als Rennfahrer und kehrte immer wieder zum Tennis zurück. 
Daneben übernahm er kleinere Rollen beim Film. Seine größte Filmrolle hatte er 1979 neben Ali MacGraw in Spiel mit der Liebe, der im Tennisumfeld spielte. Einem breiten Publikum wurde er auch durch seine Hauptrolle in der US-Serie Die Spezialisten unterwegs bekannt. Für seine künstlerische Arbeit erhielt Martin eine Nominierung für den Golden Globe Award.
1981 wurde Martin, der im Alter von 16 Jahren seinen Pilotenschein gemacht hatte, Captain der California Air National Guard. 
Am 21. März 1987 verunglückten Dean Paul Martin und sein Waffensystem-Offizier Captain Ramon Ortiz bei einem Routine-Trainingsflug tödlich in einem Schneesturm mit einer F-4C Phantom am 3.500 Meter hohen San Gorgonio. Seine sterblichen Überreste wurden auf dem Los Angeles National Cemetery beigesetzt, einem Friedhof des US-Ministeriums für Veteranenangelegenheiten. Er wurde 35 Jahre alt.

## Persönliches
Dean Paul Martin war zweimal verheiratet; von 1971 bis 1978 in erster Ehe mit der Schauspielerin Olivia Hussey, aus der ein Sohn, Alexander (* 12. Februar 1972) hervorging, und von 1982 bis 1984 in zweiter Ehe mit der Eisläuferin Dorothy Hamill. Beide Ehen endeten in Scheidung.

## Filmografie
- 1967: Rough Night in Jericho
- 1969: A Boy … a Girl
- 1979: Spiel mit der Liebe (Players)
- 1985–1986: Die Spezialisten unterwegs (Misfits of Science)
- 1987: Backfire
- 1987: Made in USA